# Springdale (Contea di Lexington, Carolina del Sud)
Springdale è un comune degli Stati Uniti d'America, situato in Carolina del Sud, nella Contea di Lexington.